# Fuschia (cheval)
Vous lisez un « bon article » labellisé en 2020.
Pour les articles homonymes, voir Fuschia (homonymie).
Fuschia (né en 1883, mort en août 1908) est un cheval de course né dans la Manche, chef de race du Trotteur français. Vainqueur de 17 des 20 courses sur lesquelles il est présenté en trot monté de ses 3 ans jusqu'à ses 5 ans, il est plus connu pour avoir été un excellent reproducteur au haras national du Pin, au point d'y imposer pour la première fois un tirage au sort pour l'attribution du droit de saillie des juments poulinières.
Bien qu'excellent compétiteur et reproducteur, Fuschia, étalon bai de grande taille, est décrié par certains officiers des Haras pour son apparence jugée laide, en particulier pour la forme de sa tête et le bas de ses membres, une apparence « commune » qu'il transmet à ses poulains.
Considéré comme le plus illustre des étalons trotteurs de son époque, ce petit-fils de Conquérant devient à son tour le père de 390 trotteurs, dont 115 sont approuvés comme étalons reproducteurs dans le stud-book du Trotteur français, et diffusent sa lignée. Il figure dans les six branches subsistantes de la lignée de Conquérant.

## Histoire

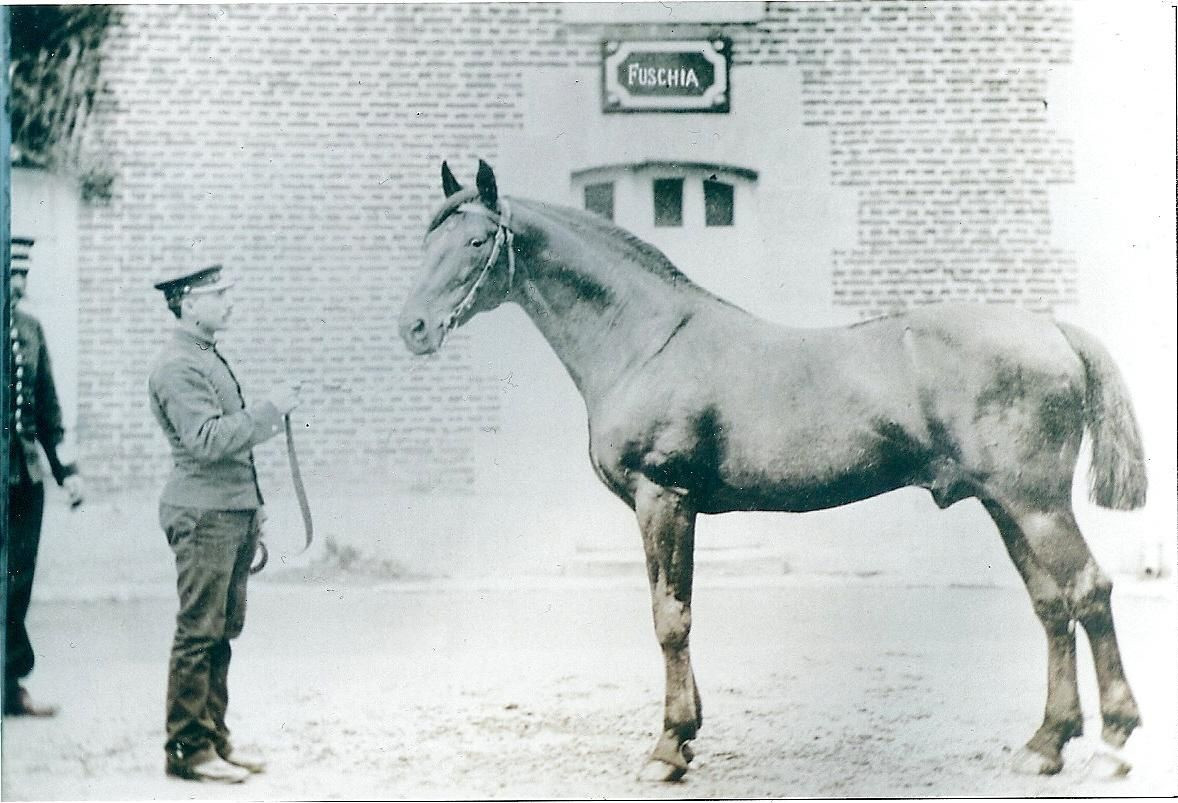
Fuschia, présenté en main.

D'après le comte Henry de Robien, Fuschia doit son existence à M. de Parcevaux, ancien inspecteur des Haras d'origine bretonne, qui avait l'étalon Reynolds dans son effectif au dépôt d'étalons de La Roche-sur-Yon. Cet étalon n'ayant aucun succès en Vendée, il est transféré ensuite au dépôt d'étalons de Saint-Lô. Reynolds se reproduit de 1880 à 1896, surtout à la station de monte de Sainte-Marie-du-Mont.
Fuschia naît en 1883 à l'élevage de M. J. Gosselin, un éleveur plutôt modeste établi à Saint-Côme-du-Mont, dans la Manche,,. D'après Jean-Pierre Reynaldo, c'est un poulain « ordinaire pour ne pas dire laid », qui par conséquent ne trouve aucun acheteur au moment du sevrage. Son propriétaire l'entraîne en trot monté avant de le confier à Ferdinand Dufour à Pont-l'Évêque et les deux hommes le présentent en course entre ses 3 ans et ses 5 ans.
Fuschia est réputé pour être un excellent trotteur de courses, avec 29 780 francs de gains et 17 victoires en 20 courses, pour un record en réduction kilométrique de 1 min 35 s à Veulettes, et de 1 min 36 s à Rouen,. En 1886, Fuschia gagne 9 des 10 courses auxquelles il participe (avec une seconde place), pour 9 000 francs de gains. M. Gosselin refuse alors l'offre d'un acheteur américain, M. Maassen, à 33 000 francs.
La saison 1888 est moins bonne, car Fuschia ne peut-être remis en condition qu'en toute fin de saison, en raison de problèmes aux jambes (en) qui ont nécessité l'application d'un « feu énergique ». Le jeune étalon dispute trois courses fin 1888, qui se soldent par une seconde place, un dead-heat (en) avec le cheval Norma, et une victoire.
Fuschia subit précocement un claquage, et arrive au haras national du Pin à l'âge de 6 ans, vendu par son propriétaire pour la somme de 11 000 francs ; d'après Reynaldo, la motivation de M. Gosselin était d'éviter que son cheval soit vendu à l'étranger.
Fuschia est mis à la reproduction en 1889 par le haras du Pin, qui le stationne alors au Mêle-sur-Sarthe. D'après l'annuaire de la Normandie, l'accueil initial réservé au jeune étalon Fuschia fut « très réservé ; malgré sa qualité certaine, les éleveurs de ce pays craignaient d'introduire dans leur race un étalon qui ne pouvait leur donner de beaux produits ».
Il procréera jusqu'à 1908, année de sa mort par abattage, survenu au mois d'août, au haras du Pin. Il est tête de liste des étalons Trotteurs français quatorze années consécutives, de 1893 à 1906, série jamais égalée. Son succès comme étalon est tel que les Haras nationaux doivent, pour la première fois de leur histoire, mettre en place un tirage au sort pour distribuer les cartes accordant un droit de saillie. En 1900, d'après le vétérinaire de Caen Alfred Gallier, le nombre de demandes pour une saillie des étalons Fuschia et Harley sur une jument poulinière dépasse les possibilités naturelles de ces deux étalons. Sur les dernières années de reproduction, les juments trotteuses capables d'une réduction kilométrique de moins d'1 min 40 s sont priorisées pour l'accès à la saillie. Par ailleurs, la région du haras du Pin est, sur ces mêmes dernières années, remplie de poulains issus de Fuschia.
D'après Reynaldo, M. Gosselin « ne s'est jamais remis » d'avoir vendu son meilleur cheval aux haras, et meurt un an avant Fuschia, le 22 avril 1907,.

## Description

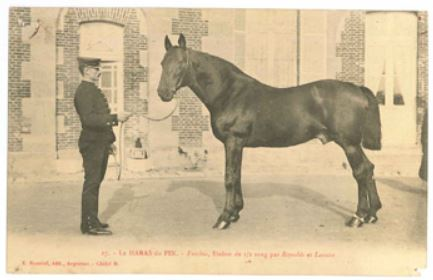
Fuschia, présenté en main.

Fuschia est unanimement décrit comme peu élégant, voire laid. Sa taille atteint 1,61 m à l'âge adulte, ce qui est plutôt grand à son époque. Sa robe est baie.
La revue Le Sport universel illustré du 7 avril 1900 le décrit comme un trotteur aux rayons obliques et de construction régulière. L'encolure et l'épaule sont longues, la poitrine descendue, la hanche inclinée, la ligne du dessus très soutenue, le rein bien conformé, mais le dos est jugé un peu trop long. Les critiques portent sur son aspect « commun », avec une tête jugée très laide, et des extrémités de membres trahissant un manque de sang.

## Origines

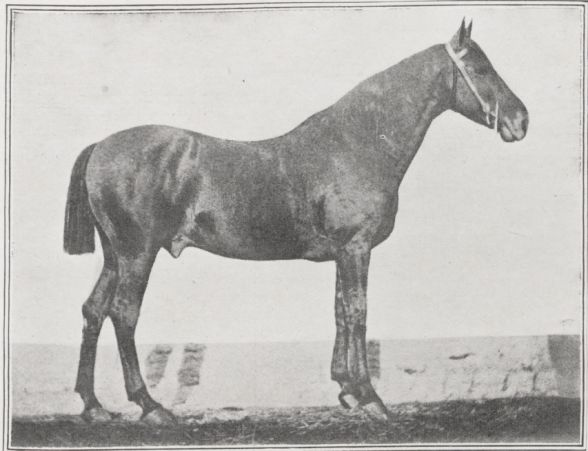
Conquérant (né en 1858), le grand-père paternel de Fuschia.

Fuschia provient de croisements entre le Pur-sang et le trotteur Norfolk. C'est un fils de l'étalon Trotteur français Reynolds, et de la jument Rêveuse, par Lavater,. Son éleveur a acheté la jument Symphonie (ou Sympathie) aux ventes du marché aux chevaux de Tattersall (en), et l'a faite saillir par l'étalon Lavater, qui avait la réputation de donner des poulains laids. Il obtient ainsi la mère de Fuschia, Rêveuse.
La jument Lady Pierce fut vendue par un compétiteur de trot américain sur la promesse qu'elle serait capable d'atteindre une réduction kilométrique d'1 min 40 s. Sa fille Miss Pierce devient la première jument trotteuse née en France à atteindre les 1 min 40 s. De grands espoirs sont placés dans le résultat du croisement entre Miss Pierce et l'étalon Conquérant, donnant le père de Fuschia. Ce cheval est baptisé « Reynolds » en hommage à l'Américain qui a vendu la jument Lady Pierce. Reynolds se montre décevant sur les pistes, n'atteignant une réduction kilométrique que de 1 min 56 s.
Fuschia est un petit-fils de Conquérant, et donc par lui, de Young Rattler, issu de la lignée (en) de Godolphin Arabian. Par Succès, il est aussi un descendant de The Norfolk Phœnomenon. 7 de ses ascendants directs sur 30 sont des Pur-sangs ; en prenant en compte ses ancêtres d'origine inconnue, Fuschia a entre 35 et 40 % d'origines Pur-sang.
Lorsqu'il établit sa classification des familles de trotteurs en 1908, le créateur du stud-book du Trotteur français Louis Cauchois en attribue une à Fuschia. Cette classification historique est toujours reprise plus de cent ans plus tard, malgré une inadéquation : Fuschia n'est pas un fondateur de lignée (en) du Trotteur français, mais un membre de la lignée de Conquérant. Alban d'Hauthuille, dans son étude Les courses de chevaux parue en 1982 dans la collection des PUF Que sais-je ?, signale cinq lignées de Trotteurs français et rattache « le célèbre Fuschia » à celle de Conquérant. Le zootechnicien Paul Dechambre (1921) le rattache à l'une des deux branches de demi-sangs anglais issus de Young Rattler, par Impérieuse.

## Descendance

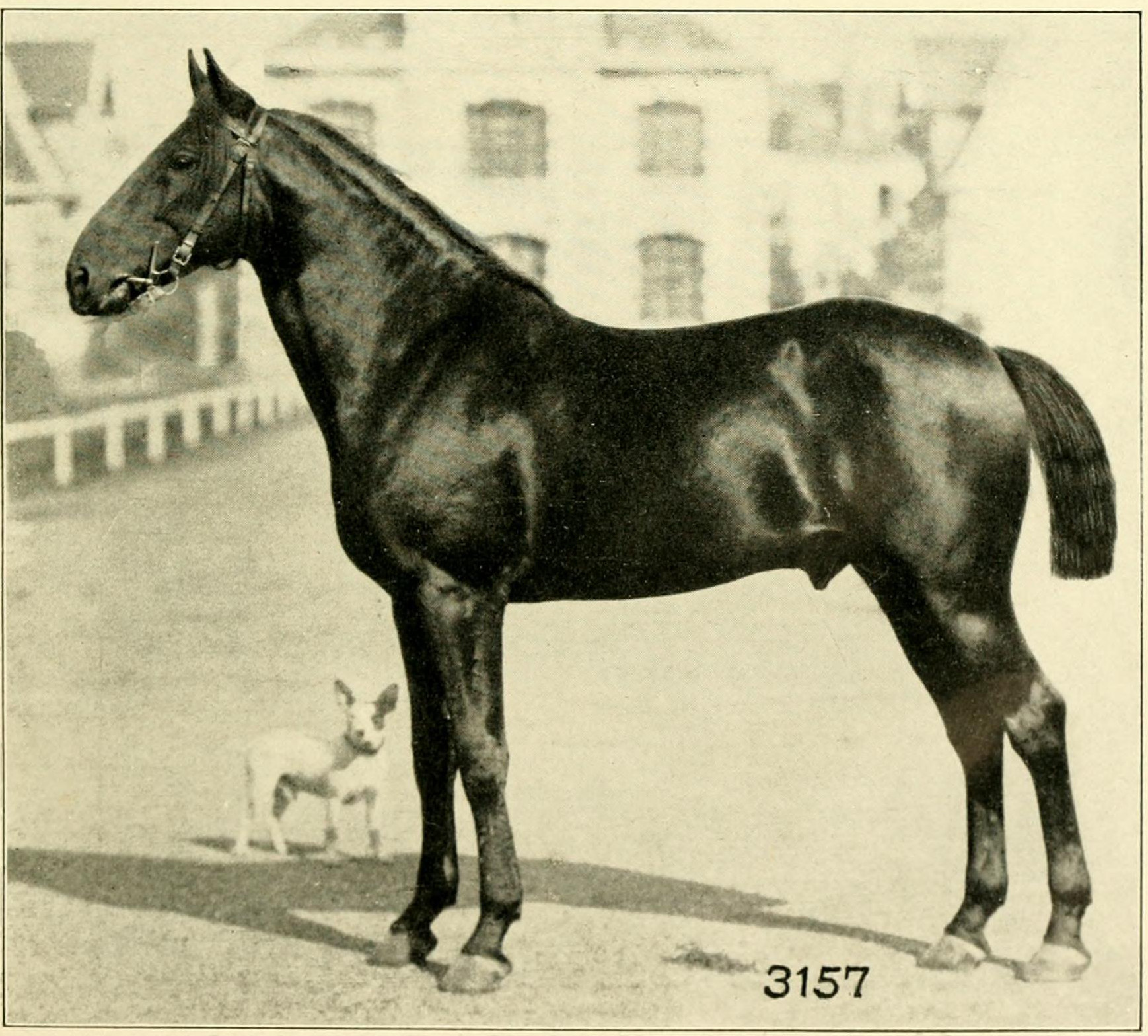
Narquois, un fils de Fuschia né en 1891.

Les annales des débats parlementaires de 1897 signalent « Fuschia, [...] cet étalon dont tout le monde réclame les produits. Il est si estimé qu'il a déjà cette année [en 1898] soixante-cinq juments à recevoir ». En 1898, parmi les 28 trotteurs de trois ans testés qui ont couru un kilomètre en moins d'1 min 40 s, huit sont des fils de Fuschia. Les vainqueurs du Derby des trotteurs de Rouen, l'un des grands classiques de l'époque, sont à une exception près, exclusivement engendrés par lui de 1893 à 1905. Dans leur étude L'agriculture et les institutions agricoles du monde au commencement du XXe siècle (publiée en 1906), Louis Grandeau et Charles de Saint-Cyr estiment que « jamais, dans le monde, un étalon de demi-sang n'a produit autant de vainqueurs ». De fait, ses poulains se vendent très cher pour l'époque : en moyenne de 7 000 à 10 000 francs, certains pouvant atteindre 12 000 à 15 000 francs. Par comparaison, les poulains issus de juments et d'étalons ordinaires se vendent entre 2 000 et 7 000 francs, tandis que ceux de Fuschia ne partent jamais à moins de 5 000 francs.
R. Robert le considère comme « le véritable père » de la race du Trotteur français, car « On peut dire qu'à l'heure actuelle [en 1955] il n'existe pas un seul Trotteur français qui ne se réclame peu ou prou du sang de Fuschia ». Reynaldo le cite comme « incontestablement le plus grand étalon français ». D'après Maurice O'Neill (1949), durant sa carrière d'étalon au haras national du Pin, Fuschia a pris une telle importance dans l'élevage des chevaux normands à partir de 1890 « qu'il n'est pas, aujourd'hui, un trotteur français qui ne soit fortement « inbred (en) » sur lui ». Reynaldo compare son impact sur l'élevage du trotteur en France à celui de l'étalon Peter the Great aux États-Unis. Daniel Faucher déclare en 1952 que les 9/10 des Trotteurs français sont issus de Fuschia.
Fuschia est le père de près de 400 trotteurs, soit 390 trotteurs homologués, dont 115 deviennent des étalons à leur tour. Les étalons issus de Fuschia sont surtout diffusés dans la plaine de Caen, mais aussi dans d'autres régions que la Normandie : en 1900, le dépôt d'étalons de la Roche-sur-Yon compte trois fils de Fuschia (Mars, Nangis et Orphelin). Il est réputé avoir donné de bons trotteurs par croisement avec les filles de Phaéton ; le croisement classique dont sont issus les Trotteurs français fructueux au début du XXe siècle résulte en effet de celui entre la lignée de Fuschia et celle de Phaéton.
D'après l'officier des Haras Georges Bonnefont, Fuschia lègue à sa descendance un aspect « commun », une tête lourde et des tissus lymphatiques, sauf en cas de croisement avec une jument Pur-sang. C'est également l'avis publié en 1894 dans La Quinzaine littéraire : « Cet étalon commun fait de vilaines têtes greffées sur des encolures trop courtes ». Jean Éparvier cite dans son livre Les Bêtes, ces inconnues (1954), un étalon nommé « Fuschia » (sans que l'on sache s'il s'agit de celui-ci ou d'un autre), qui n'acceptait de saillir que les juments de robe alezane.

### Place dans la lignée de Conquérant

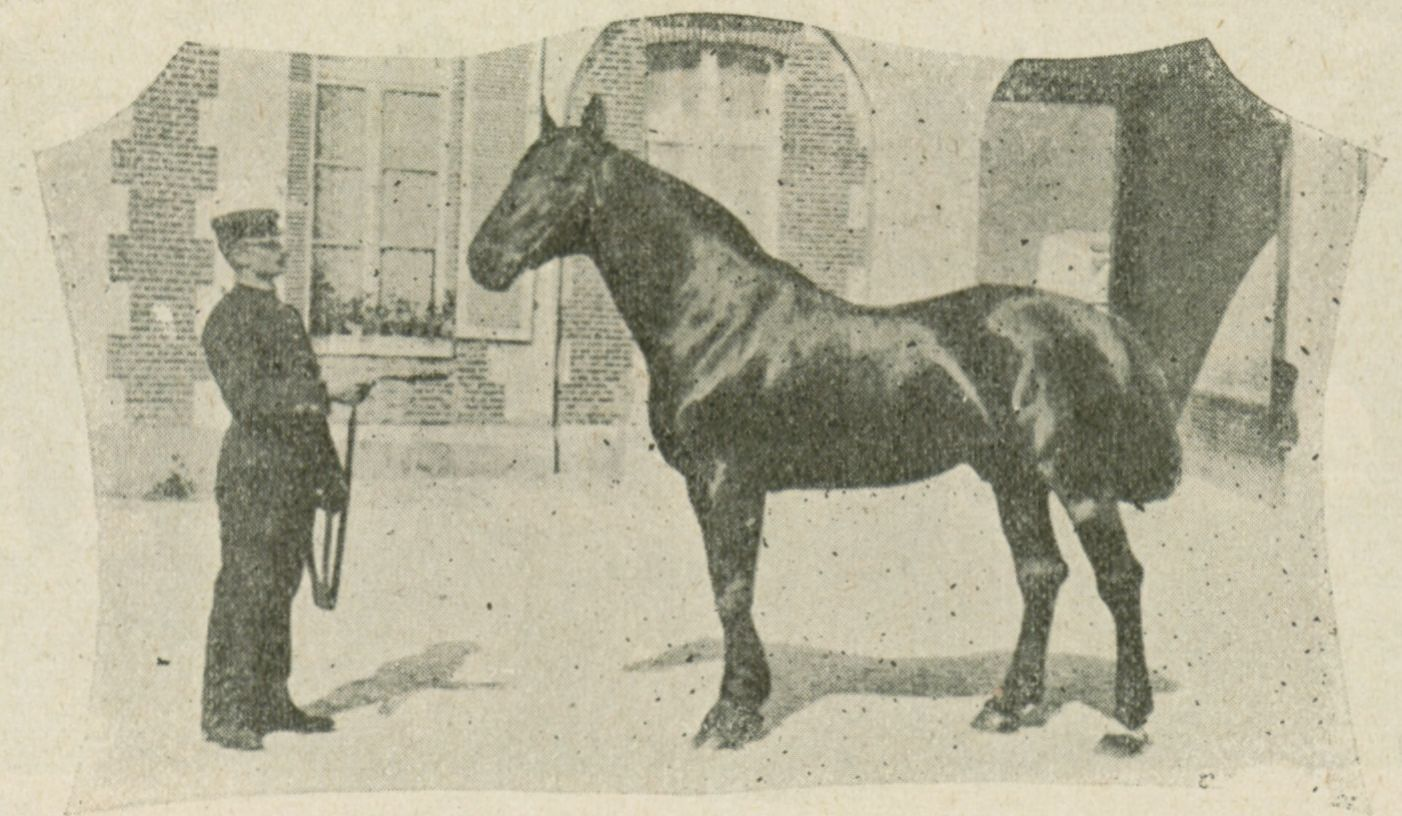
Fuschia, présenté en main.

Jean-Pierre Reynaldo a établi un classement des lignées mâles subsistantes du Trotteur français. La lignée de Conquérant y porte le numéro I, Fuschia étant présent dans toutes les branches subsistantes (au nombre de 6). Dès 1905, Fuschia est un reproducteur si fructueux qu'il fait passer la lignée de Conquérant à hauteur de 40 % des lignées représentées chez le Trotteur français.
Deux des fils de Fuschia, plus particulièrement, perpétuent cette lignée : les étalons Narquois et Bémécourt. Les quatre premières branches de la lignée de Conquérant sont issues de Bémécourt, les deux suivantes étant deux branches issues de Narquois. Fandango, l'un de ces descendants, a donné la branche « e » de cette lignée.
- Conquérant (1858)
  - Fuschia (1883)
    - Narquois (1891)
      - Beaumanoir (1901)
        - Loudéac (1933)
          - Fandango (1949)

    - Bémécourt (1901)
      - Hernani III (1929)
        - Quinio (1938)
          - Kerjacques (1954)

      - Intermède (1908)
        - Quiproquo II (1938)

## Hommages
Une course importante au trot monté, le Prix Ellora, est rebaptisée en son honneur à la fin du XIXe siècle. Elle existait encore en 1961.